# Francis Ducreux
Francis Ducreux (* 14. Februar 1945 in Illeville-sur-Montfort oder Pont-Audemer; † 1. Mai 2021 in Ouagadougou, Burkina Faso) war ein französischer Radrennfahrer.

## Sportliche Laufbahn
Ducreux war im Straßenradsport aktiv. Als Amateur fuhr er eine Reihe internationaler Etappenrennen für die französische Nationalmannschaft. 1964 gewann er zwei Etappen in der Bulgarien-Rundfahrt, die er als bester Franzose auf dem 7. Rang beendete. In der Tour de l’Avenir wurde er 1965 50. 1965 siegte er im Etappenrennen Tour de Corrèze vor Henk Peters sowie auf einer Etappe der Marokko-Rundfahrt, 1966 im Eintagesrennen Nizza–Puget–Nizza, 1967 bei Paris–Évreux. In der Tour du Vaucluse war er 1966 erfolgreich. 1967 holte er Etappensiege in der Route de France und im Amateurrennen von Paris–Brüssel.
Von 1968 bis 1973 war er Berufsfahrer, er begann als Profi im Radsportteam Mercier. 1969 gewann er als Profi Nizza–Puget–Nizza. 1971 wurde er Dritter bei Paris–Bourges und Vierter in der Tour de Romandie.
Die Tour de France bestritt er zweimal. 1971 wurde er 36. und 1968 war er ausgeschieden. Den Giro d’Italia 1973 beendete er nicht.

## Berufliches
Nach dem Ende seiner aktiven Karriere wurde er Veranstalter und Organisator verschiedener Etappenrennen in Afrika wie der Tour du Faso. Auch in der Tour de Corse cycliste war er als Veranstalter tätig. Er lebte in Burkina Faso und starb dort nach langer Krankheit.

## Familiäres
Sein Bruder Daniel Ducreux war ebenfalls Radrennfahrer.